# Springfield Motor Car Company
Springfield Motor Car Company, vorher Med-Bow Automobile Company und H. C. Medcraft Automobile Company, war ein US-amerikanischer Hersteller von Automobilen.

## Unternehmensgeschichte
Harry C. Medcraft und George C. Bowersox gründeten im Februar 1907 die Med-Bow Automobile Company. Der Sitz war in Springfield in Massachusetts. Der Name war eine Aneinanderreihung der ersten Silben ihrer Nachnamen. Von den verschiedenen Direktoren wohnten einige in Springfield in Massachusetts und andere in Springfield in Illinois. Im gleichen Jahr begann die Produktion von Automobilen. Der Markenname lautete offiziell Springfield, inoffiziell auch Med-Bow. George Readio war der Konstrukteur.
Im Herbst 1907 erfolgte die Umfirmierung in H. C. Medcraft Automobile Company. Eine Quelle spekuliert, dass Bowersox ausschied.
Anfang 1909 wurde der Sitz nach Springfield in Illinois verlegt. Der Markenname änderte sich dadurch nicht. Die neue Firmierung lautete Springfield Motor Car Company. Readio blieb dagegen in Massachusetts und gründete die Morse-Readio Auto Company.
1910 endete die Produktion. Die Rayfield Motor Car Company übernahm das Unternehmen.
Es gab keine Verbindung zur Springfield Automobile Company, die zwischen 1899 und 1903 den gleichen Markennamen für ihre Personenkraftwagen benutzte.

## Fahrzeuge
Alle Fahrzeuge hatten einen Vierzylindermotor von der Rutenber Motor Company. Zunächst hatte er 114,3 mm Bohrung, 127 mm Hub, 5212 cm³ Hubraum und leistete 35 PS. Das Fahrgestell hatte 272 cm Radstand. Aufbau war ein offener Tourenwagen. Er erreichte 80 km/h Höchstgeschwindigkeit kostete 2500 US-Dollar.
1908 ergänzte ein Roadster auf gleicher Basis das Sortiment. Seine Höchstgeschwindigkeit war mit 104 km/h angegeben und der Neupreis mit 2750 Dollar.
Nach dem Umzug 1909 wurde der Motor beibehalten. Der Radstand wurde auf 325 cm verlängert. Nun gab es fünf- und siebensitzige Tourenwagen und viersitzige Torpedo. Sie kosteten 2500 Dollar.
Eine andere Quelle nennt für 1910 einen 50 HP. Er hatte einen Vierzylindermotor mit 127 mm Bohrung, 120,65 mm Hub, 6113 cm³ Hubraum und 50 PS Leistung. Der Radstand betrug ebenfalls 325 cm. Einziger Aufbau war ein Tourenwagen mit sieben Sitzen.

## Stückzahlen
Für die Zeit in Massachusetts sind 46 Fahrzeuge überliefert. In Illinois entstanden entweder 11 oder 200 Fahrzeuge. Eine andere Quelle nennt zwar Pläne für 200 oder 300 Fahrzeuge in Illinois, aber nur zehn, die tatsächlich gefertigt wurden.
William Howard Taft, damaliger Präsident der Vereinigten Staaten, wurde 1911 in einem Springfield gefahren, als er die Stadt Springfield besuchte.